# Dobro

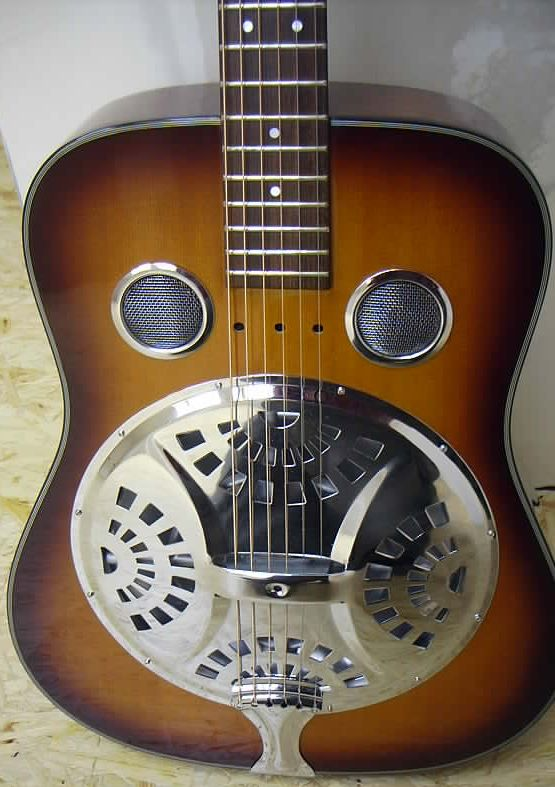

Dobro ist ein US-amerikanischer Hersteller von Resonatorgitarren sowie die Bezeichnung für diese und derartige Instrumente.
Der Name geht auf fünf slowakische Einwanderer in die USA  zurück, die zunächst bei der National String Instrument Company mit dem Gitarrenbau begannen. Drei davon, John, Rudy und Ed Dopyera, gründeten zwei Jahre später ihr eigenes Unternehmen. Der Name Dobro ist ein Akronym aus Dopyera Brothers, gleichzeitig ist er möglicherweise auch ein Wortspiel, da dobrý das slowakische Wort für gut ist. Die Gebrüder Dopyera bauten ihre ersten Drei-Platten-Resonatorgitarren etwa 1927 in Zusammenarbeit mit der National Guitar Co. Die Brüder gründeten dann die Dobro Company, welche bis zur Fusion mit National 1932 bestand. Einige Jahre später trennten sich die Firmen wieder. Dobro gilt heute vielfach als Synonym für alle Resonatorgitarren mit Holzkorpus. Resonatorgitarren mit Metallkorpus werden in den USA als National Steel bezeichnet, während in Deutschland auch diese meist Dobros genannt werden.
Derzeit (2011) liegen die Rechte an dem Namen Dobro beim Gitarrenhersteller Gibson.
Wie andere Resonatorgitarren werden Dobros zum Slide-Spiel (etwa in offener G-Stimmung) verwendet.

## Diskografie
- Mike Auldrige, Bob Brozman, David Grisman: Tone Poems III. The Sounds of the great slide & resophonic instruments. acoustic music ACD-41. 2000